# About Time (album The Stranglers)
About Time – dwunasty studyjny album zespołu The Stranglers, wydany 15 maja 1995 roku, nakładem wydawnictwa When!. Producentem płyty był Alan Winstanley. Album zajął 31. miejsce na brytyjskiej liście sprzedaży UK Albums Chart.

## Utwory
1. „Golden Boy” – 3:13
2. „Money” – 3:20
3. „Face” – 3:27
4. „Sinister” – 4:44
5. „Little Blue Lies” – 3:34
6. „Still Life” – 5:20
7. „Paradise Row” – 3:51
8. „She Gave It All” – 4:45
9. „Lies and Deception” – 3:50
10. „Lucky Finger” – 4:14
11. „And the Boat Sails By” – 4:33

## Single z albumu
- „Lies and Deception” UK # 94[4]

## Muzycy
- Jean-Jacques Burnel – gitara basowa, śpiew
- Paul Roberts – śpiew, perkusja
- John Ellis – gitara, śpiew
- Dave Greenfield – instrumenty klawiszowe, śpiew
- Jet Black – perkusja